# Gephyromantis silvanus
Gephyromantis silvanus – gatunek madagaskarskiego płaza bezogonowego z rodziny mantellowatych (Mantellidae).

## Taksonomia
Epitet gatunkowy pochodzi od imienia rzymskiego bożka lasów.
Gatunek zaliczano także do rodziny żabowatych i podrodziny mantellowatych.

## Morfologia
Gatunek przypomina morfologicznie poznane wcześniej G. klemmeri i G. webbi, najbardziej jednak G. rivicola. Skóra pokrywająca grzbiet zwierzęcia jest ziarnista, barwy oliwkowozielonkawej lub brązowej.
W porównaniu z podobnymi gatunkami płaz jest mniej smukły. Osiąga średnie rozmiary. Samiec mierzy ok. 3,05–3,1 cm. Posiada długi pysk. Jego głowa mierzy 1,05 cm, tympanum − 2,2 mm, średnica oka wynosi zaś 3 mm. Występują gruczoły udowe osiągające 2,2 na 1,5 mm. Staw skokowy górny sięga nozdrza, leżącego 2,9 mm od oka i 2 mm od czubka pyska. Na śródstopiu sterczy od strony wewnętrznej guzek, po którym można rozpoznać gatunek. Ręka mierzy 9,5 mm, natomiast stopa (wraz ze stępem) − 21 mm. Podczas gdy kończyny przednie nie wykształcają błony pławnej w ogóle, na tylnych zachował się jej ślad. Samcom brakuje również nuptial pads (nie wiadomo, jak sytuacja wygląda u samic).

## Występowanie
G. silvanus to endemit zamieszkujący północny wschód Madagaskaru w okolicy zatoki Antongila i położoną niedaleko wyspę Nosy Mangabe. Obecność płaza na półwyspie Masoala nie jest pewna.
Zwierzę żyje na wysokości poniżej 400 m n.p.m. Zasiedla ono pierwotne lasy deszczowe. Zamieszkuje okolice strumieni, pomiędzy głazami i w jaskiniach. Właśnie w szczelinach pomiędzy głazami zaobserwowano nawołujące samce, wydające z siebie terkotliwy głos z regularnymi przerwami. Osobniki spotykano też w nocy na liściach. Bezogonowy nie radzi sobie w środowisku zmodyfikowanym działalnością ludzką.

## Odkrycie
Osobnik uznany później za holotyp i oznaczony jako MRSN A1661 znaleziony został w Réserve Spéciale de Nosy Mangabe przez F. Andreone około 21:00 27 czerwca 1995. Był to dorosły samiec o trójkątnej głowie szerszej od tułowia, wystających nozdrzach, wydatnych bębenkach i fałdzie skórnym za nimi, o najdłuższym 4. palcu i opuszkach palców stóp większych niż na dłoni, prawie stykających się gruczołach udowych i zrośniętych bocznych kościach śródstopia. Worka rezonansowego nie zauważono. Siedział na liściach niewielkiego drzewa w okolicy strumyka około metra nad ziemią. W okolicy nawoływała grupka Gephyromantis redimitus. Okaz zakonserwowano w alkoholu. Spotykano też inne osobniki tego gatunku, utrwalone na zdjęciach. Andreone napotkał płaza w sumie 3 razy. Drugie i trzecie spotkanie miały miejsce w nocy, w pobliżu niewielkiego wodospadu na strumyku. Autorzy pierwszego opisu nie zaobserwowali tych bezogonowych w miejscu innym niż lokalizacja typowa.
Płaza zaliczono pierwotnie do rodzaju Mantidactylus, podrodzaju Gephyromantis (obecnie osobny rodzaj) i grupy Mantidactylus boulengeri.

## Status
W Czerwonej księdze gatunków zagrożonych IUCN płaz ten od 2016 roku klasyfikowany jest jako gatunek narażony (VU, ang. Vulnerable); wcześniej, od 2004 roku uznawano go za gatunek zagrożony (EN, ang. Endangered).
Liczebność tego rzadkiego płaza maleje ze względu na utratę siedlisk.
Wśród czynników wpływających negatywnie na środowisko tego płaza IUCN wymienia:
- rolnictwo
- pozyskiwanie drewna i wytwarzanie węgla drzewnego
- wypas zwierząt gospodarskich
- rozprzestrzenianie się eukaliptusa
- osadnictwo ludzkie

Spośród obszarów chronionych gatunek zamieszkuje Réserve Spéciale de Nosy Mangabe, a być może także Park Narodowy Masoala.